# .jp
Pour les articles homonymes, voir JP.
.jp est le domaine de premier niveau national (country code top-level domain : ccTLD) réservé au Japon. Il est géré par les services d'enregistrement du Japon. Au 1er juillet 2023, 1 742 261 sites utilisaient des noms de domaine en .jp.

## Domaines de second niveau
Bien que quiconque ayant une adresse physique au Japon peut obtenir un domaine de second niveau (exemple.jp), certaines domaines sont soumis à certaines restrictions dont :
- ac.jp : pour les établissements d'enseignement supérieurs, comme les universités,
- ad.jp : pour les membres du JPNIC,
- co.jp : pour la plupart des sociétés commerciales, incluant également les entreprises étrangères implantées au Japon,
- ed.jp : pour les établissements d'enseignement primaire et secondaire,
- go.jp : pour les sites gouvernementaux,

- gr.jp : pour les groupes de deux personnes ou plus, ou des groupes de sociétés immatriculées,
- lg.jp : pour les autorités gouvernementales locales,
- ne.jp : pour les fournisseurs de services de réseau
- or.jp : pour les organisations immatriculées ou les ONG.

### Noms de domaine «géographique»
- (organisation).(nomdeville).(nompréfecture).jp

Les domaines ci-dessous sont réservés pour les collectivités locales au Japon :
- metro.tokyo.jp : réservé pour l'administration de la métropole de Tokyo,
- pref.(nompréfecture).jp : réservé pour une préfecture,
- ville.(nomville).jp : réservé pour les villes désignées par ordonnance gouvernementale,
- ville.(nomville).(nompréfecture).jp : réservé pour les villes non désignées, les quartiers et villes au sein de Tokyo,
- village.(nomvillage).(nompréfecture).jp: réservé pour les plus petites villes,
- vill.(villagename).(prefecturename).jp : réservé pour les villages.

## Domaines de premier niveau internationalisés
Le japon a fait l'enregistrement d'un domaine de premier niveau national internationalisé, .日本 (prononcé « point nihon ») en 2008. Depuis, aucun domaine n'est enregistré avec cette extension.
Des sociétés privées ont enregistré les noms de domaine internationalisé suivants en kana :
- .みんな (minna) signifiant « tout le monde »,
- .セール (sēru) signifiant « ventes »,
- .ファッション (fasshon) signifiant « mode »,
- .ストア (sutoa) signifiant « boutique, magasin »,
- .ポイント (pointo) pour ce qui concerne les cartes de fidélité,
- .クラウド (kuraudo) signifiant « le cloud »,
- .コム (komu) équivalent de notre .com.

Les villes ou les régions du Japon ont également des domaines de premier niveau géographique (que cette fois-ci, n'importe qui peut acheter).
- .kyoto (Kyoto),
- .nagoya (Nagoya)
- .okinawa (Okinawa)
- .osaka (Osaka)
- .ryukyu (Ryūkyū, ancien royaume, souvent utilisé comme alias traditionnel d'Okiwana),
- .tokyo (Tokyo),
- .yokohama (Yokohama).